# Away from the Sun (single)
Away from the Sun is een nummer van de Amerikaanse rockband 3 Doors Down uit 2004. Het is de vierde en laatste single van hun gelijknamige tweede studioalbum.
"Away from the Sun" was lang niet zo succesvol als voorganger Here Without You. In de Amerikaanse Billboard Hot 100 haalde het de 62e positie. In de Nederlandse Top 40 haalde het nummer een bescheiden 35e positie.